# Pedro Santana
Pedro Santana y Familias, 1. markýz z Las Carreras (29. června 1801 Santo Domingo – 14. června 1864 Santo Domingo) byl dominikánský vojenský velitel a roajalistický politik, který působil jako předseda junty, jež založila První dominikánskou republiku, a jako první prezident republiky v moderní linii nástupnictví. Tradiční roajalista, který si oblíbil španělskou monarchii a španělské císařství, vládl jako generální guvernér, ale fakticky jako autoritativní diktátor. Během svého života se těšil titulu „Libertador de la Patria“ („Osvoboditel vlasti“).
Santana byl celoživotním stoupencem dominikánského povstání proti haitské okupaci a významným generálem během dominikánské války za nezávislost (1844–1856). Na rozdíl od mnoha svých politických oponentů, kteří chtěli nakonec vytvořit nezávislý dominikánský stát, Santana usiloval o opětovné začlenění Hispanioly do španělského impéria. Dohlížel na obnovení Generálního kapitanátu Santo Domingo a také na vyhnání a uvěznění řady známých separatistických a nacionalistických disidentů, kteří byli dříve jeho druhy během války za nezávislost. Pod sílícím tlakem opozice, která připravovala státní převrat, byl nucen ze své funkce odstoupit. Zemřel během války za obnovení nezávislosti (1863–1865).